# Noaberschap
Noaberschop, noaberskop of naoberschap (In de verschillende Nedersaksische varianten van de term) (Nederlands: nabuurschap), is een sociale verhouding binnen een kleine, vaak agrarische, gemeenschap. De noabers ofwel 'buren in de ruime zin des woords', staan indien nodig, elkaar bij met raad en daad. Feitelijk gaat het daarbij om een ruime, en intensieve vorm van burenhulp, die onontbeerlijk is voor boerderijen en dorpen die niet altijd kunnen rekenen op goede openbare voorzieningen. Het begrip is vooral bekend in de Achterhoek, Twente en andere delen van Overijssel, in Drenthe en in Groningen. Ook in sommige streken van Duitsland, zoals Grafschaft Bentheim is het bekend.
Met de term wordt ook iemands geheel van buren aangeduid, meestal de circa tien omwonenden. Het is dus geen afgebakende eenheid: ieder heeft zijn / haar eigen noaberschap. Het precieze aantal kan variëren van twee tot zes aan weerskanten, aldus Geert Kocks. Daarnaast is er vaak de noaste noaber, of eerste noaber met de meest nabije voordeur. Deze verzorgt de planten, post, en eventueel huisdieren, als de buur op vakantie is. Ook ondersteunt hij of zij de naaste buur bij ziekte en overlijden, en verzorgt namens alle noabers, hetzij een fruitmand, rouwkrans, ooievaar, Abraham of Sara, huwelijksboog, of meiboom.